# لودمو غالادا
لودمو غالادا (بالإنجليزية: Ludumo Galada)‏ (20 ديسمبر 1982 – 11 يناير 2009) هو ملاكم جنوب أفريقي راحل، مثّل بلاده في الألعاب الأولمبية الصيفية 2004.

## روابط خارجية
لودمو غالادا على موقع بوكس ريك (الإنجليزية) (registration required)
- لودمو غالادا على موقع أوليمبيديا (الإنجليزية)
- لودمو غالادا على موقع اتحاد ألعاب الكومنولث (مؤرشف) (الإنجليزية)